# Маракуев, Николай Николаевич
Николай Николаевич Маракуев (15 (27) января 1847 года, Ростов Великий, Российская империя — 20 декабря 1910 года (2 января 1911), Одесса, Российская империя) — русский педагог-математик.

## Биография
Николай Николаевич Маракуев родился 15 (27) января 1847 года в Ростове Великом в многодетной семье. Его отец, Николай Михайлович Маракуев, обучался в Петербургской Академии художеств, но не завершил курс, посвятив себя живописи. Материальные трудности и сложные бытовые условия привели к распаду семьи, после чего дети были взяты на воспитание родственниками. Николай попал в Москву к двоюродному дяде А. Киселеву, который обеспечил ему возможность получения образования.
Окончив московскую гимназию с углублённым изучением классических языков (латинский и греческий), в 1867 году Маракуев с отличием завершил обучение на физико-математическом факультете Московского университета. Владея французским, немецким и английским языками, Маракуев параллельно занимался переводами научной литературы.
Из-за отсутствия академических вакансий в университетах Российской империи Маракуев посвятил себя педагогической деятельности. Преподавал математику в Белостокском реальном училище и Ковенской гимназии, позже служил инспектором реального училища в Пултуске.
Основные труды Маракуева включали двухтомный «Систематический курс элементарной алгебры» (1896), признанный лучшим учебным пособием своего времени благодаря сочетанию теории, задач с решениями и иллюстрациями. Книга переиздавалась трижды (последний раз в 1916 году), а её структура в итоге разделилась на теоретическую часть и задачник. Редакция журнала «Математика в школе» в 1949 году отметила, что, несмотря на устаревание, курс сохранил значение для педагогов. Среди других работ — «Пособие к решению геометрических задач на вычисление» (1909), «Сборник задач по физике» (1905), биографии Галилея и Ньютона, выдержавшие несколько изданий, а также переводы зарубежных научных трудов.
В 1897 году вышел в отставку и переехал в Одессу, где продолжил литературную деятельность.
Скончался 20 декабря 1910 года (2 января 1911) в Одессе от рака желудка и печени.

### Авторские работы
- Маракуев Н. Н. Элементарная алгебра : Курс сист. в 2 ч. Ч. 1: Алгебраическое исчисление; Отд. 2. Уравнения и неравенства первой степени. — 1-е. — Москва : изд. кн. скл. "Нар. б-ки", 1886. — С. 454.
- Маракуев Н. Н. Элементарная алгебра : Курс сист. в 2 ч. Ч. 2: Уравнения и неравенства второй и высших степеней; Отд. 4. Анализ соединений и его приложения; Отд. 5. Теория рядов и логарифмов; Отд. 6. Непрерывные дроби. — 1-е. — Москва : изд. кн. скл. "Нар. б-ки", 1887. — С. 506.
- Маракуев Н. Н. Галилей, его жизнь и ученые труды. — 1-е. — Москва : типо-лит. Т-ва И. Н. Кушнерев и К°, 1885. — С. 176.
- Маракуев Н. Н. Ньютон, его жизнь и труды. — 1-е. — Москва : типо-лит. т-ва И.Н. Кушнерев и К°, 1885. — С. 92.
- Маракуев Н. Н. Элементарная алгебра : Курс сист. в 2 т. Т. 1-2. — 2-е, испр. и доп. — Москва : типо-лит. т-ва И.Н. Кушнерев и К°, 1903. — С. 956.
- Маракуев Н. Н. Руководство к решению задач по физике : Курс сред. шк. : 956 задач с ответами и решениями. — Москва : типо-лит. т-ва И.Н. Кушнерев и К°, 1905. — С. 650.
- Маракуев Н. Н. Галилей, его жизнь и ученые труды. — 5-е, испр. — Москва : типо-лит. Т-ва И. Н. Кушнерев и К°, 1907. — С. 130.
- Маракуев Н. Н. Пособие к решению геометрических задач : Задачи на вычисление. — Москва : типо-лит. т-ва И.Н. Кушнерев и К°, 1909. — С. 317.
- Маракуев Н. Н. Элементарная алгебра : Курс сист. в 2 т. Т. 1: Теория. — 3-е, испр. и доп. — Москва : В.Н. Маракуев, 1916. — С. 954.

### Переводы
- Дюринг Е. Мысли Дюринга о реформе начал математики : [Из кн. Neue Grundmittel und Erfindungen zur Analysis, Algebra, Functionsrechnung und zugehörigen Geometrie, sowie Principien zur Mathematischen Reform nebst einer Anleitung zum Studieren und Lehren der Mathematik. Е. Дюринга и Ульриха Дюринга] / Пер. с нем. Н. Н. Маракуев. — Москва : Типо-лит. И. Н. Кушнерев и К°, 1885. — С. 40.
- Дюринг Е. Критическая история общих принципов механики : Соч., удостоен. Филос. фак. Геттинг. ун-та первой премии Бенеке ; С прил. дидакт. гл. об изуч. физ.-мат. наук / Е. Дюринг ; С 3-го нем. изд., увелич. и частью перераб. пер. Н. Маракуев. — Москва : изд. пер., 1893. — С. 531.
- Дюринг Е. Мысли о лучшей постановке преподавания и изучения математики. — Москва : типо-лит. т-ва И.Н. Кушнерев и К°, 1904. — С. 198.
- Хессе Р. Учение о происхождении видов и дарвинизм. — Москва : типо-лит. т-ва И.Н. Кушнерев и К°, 1909. — С. 171.
- Бонье Г. Растительный мир. — Москва : типо-лит. т-ва И.Н. Кушнерев и К°, 1909. — С. 321.
- Крукс У. Хлебный вопрос. — Москва : типо-лит. т-ва И.Н. Кушнерев и К°, 1909. — С. 192.